# Leszek Lackorzyński

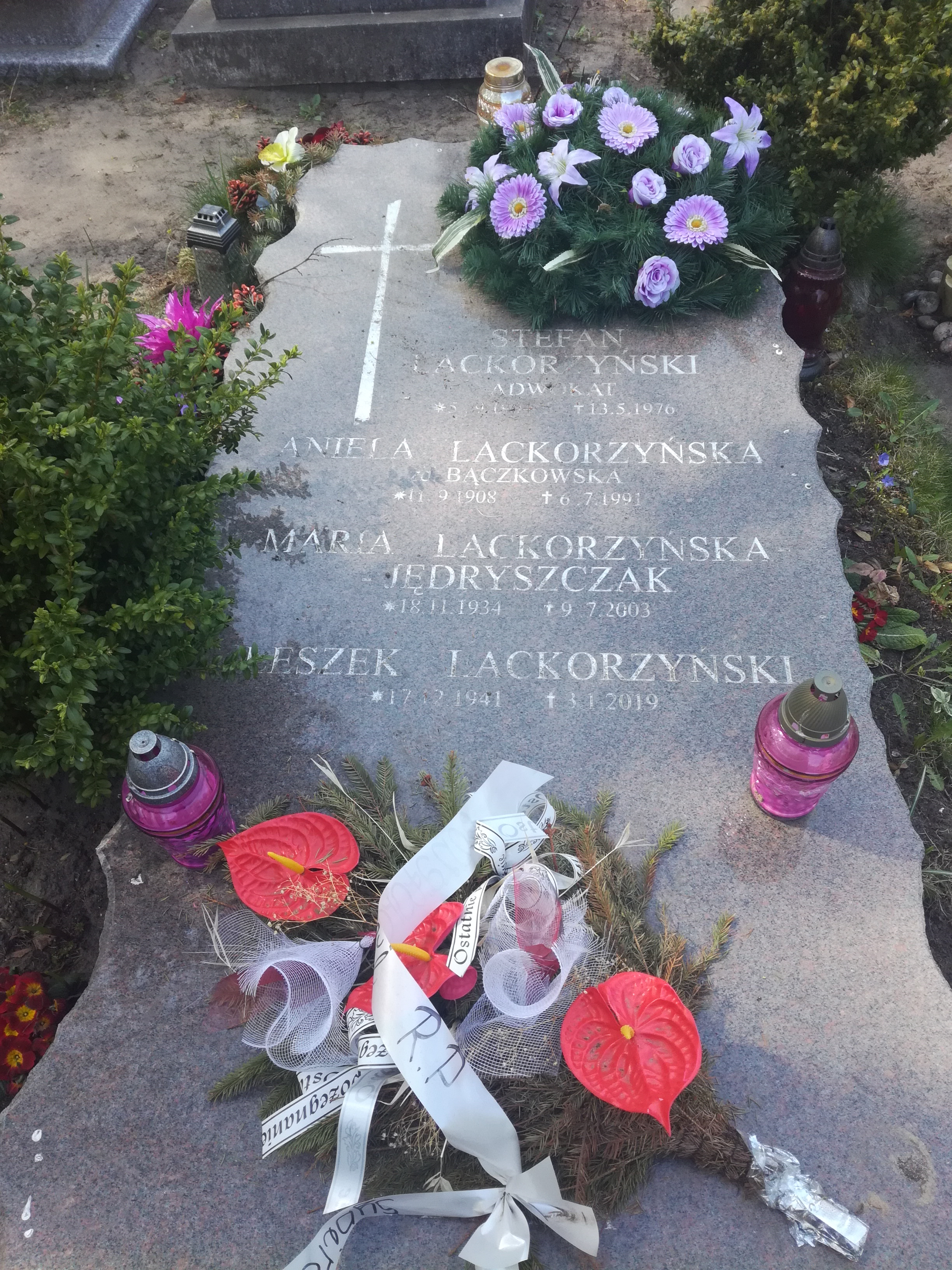
Grób Leszka Lackorzyńskiego na cmentarzu Oliwskim w Gdańsku

Leszek Juliusz Lackorzyński (ur. 17 grudnia 1941 w Hrubieszowie, zm. 3 stycznia 2019 w Gdańsku) – polski prawnik i polityk, prokurator, senator III kadencji.

## Życiorys
Syn Stefana i Anieli. Absolwent VI Liceum Ogólnokształcącego w Gdańsku. Ukończył następnie studia prawnicze na Uniwersytecie Warszawskim. Od 1968 pracował w Prokuraturze Powiatowej w Koszalinie, od 1976 zatrudniony w Prokuraturze Rejonowej w Gdańsku. Prowadził m.in. przez pewien czas śledztwo w sprawie Pawła Tuchlina (Skorpiona). W 1981 organizował i został przewodniczącym Komisji Zakładowej NSZZ „Solidarność”. Po wprowadzeniu stanu wojennego usunięto go z przyczyn politycznych ze stanowiska prokuratora. W latach 80. prowadził społecznie doradztwo prawne dla osób represjonowanych. Od 1991 przez kilka lat był prokuratorem wojewódzkim w Gdańsku.
W wyborach w 1993 uzyskał mandat senatora z ramienia „Solidarności” w województwie gdańskim. Pod koniec kadencji był senatorem niezrzeszonym. Pracował m.in. w Komisji Obrony Narodowej oraz w Komisji Regulaminowej i Spraw Senatorskich. Przez kilka miesięcy reprezentował Senat w Krajowej Radzie Sądownictwa. W 1997 nie uzyskał reelekcji jako kandydat niezależny, w 2001 bezskutecznie ubiegał się o mandat poselski z listy Polskiego Stronnictwa Ludowego. Jako prokurator przeszedł w stan spoczynku, wycofał się też z działalności politycznej.
Został pochowany na cmentarzu Oliwskim (kwatera 30/8/10).
W 2020 pośmiertnie odznaczony Krzyżem Wolności i Solidarności.